# Route nationale 400
Die Route nationale 400, kurz N 400 oder RN 400, war eine französische Nationalstraße.
Der Streckenverlauf führte auf einer Länge von 22 Kilometern von Ceffonds nach Brienne-le-Château.
Die Straßennummer wurde 1933 in das Nationalstraßennetz aufgenommen. 1973 erfolgte die Abstufung zur Département-Straße.